# روبرتو لوورا
روبرتو لوورا (انگلیسی: Roberto Lovera; ۱۴ نوامبر ۱۹۲۲ – ۲۲ ژوئن ۲۰۱۶) ورزشکار بسکتبال اهل اروگوئه بود.
وی در مسابقات کشوری و بین‌المللی در مجموع برندهٔ ۱ مدال برنز شده‌است.